# Istigobius rigilius
Istigobius rigilius är en fiskart som först beskrevs av Herre, 1953.  Istigobius rigilius ingår i släktet Istigobius och familjen smörbultsfiskar. IUCN kategoriserar arten globalt som livskraftig. Inga underarter finns listade i Catalogue of Life.